# 小行星1464
小行星1464（1464 Armisticia）是一颗绕太阳运转的小行星，为主小行星带小行星。该小行星于1939年11月11日发现。
該小行星以贡比涅停战协定命名，以紀念第一次世界大戰結束21周年。

## 轨道参数
小行星1464的轨道半长轴为3.0029962 UA，离心率为0.052。